# لپویی یک
لپویی یک، روستایی سرسبز با درختان کنار ونخلستان از توابع بخش مرکزی شهرستان رامهرمز در استان خوزستان ایران است.این روستا امامزاده ای دارد بنام بحرالنسا که مورد اکرام واحترام اهالی منطقه وزیارتگاه دوستداران اهلبیت عصمت وطهارت میباشد.

## جمعیت
این روستا در دهستان حومه‌شرقی قرار دارد و براساس سرشماری مرکز آمار ایران در سال ۱۳۸۵، جمعیت آن ۵۴ نفر (۸خانوار) بوده‌است.